# Miroľa
Miroľa – wieś (obec) na Słowacji w kraju preszowskim, powiecie Svidník.
Miroľa położona jest w historycznym kraju Szarysz na szlaku handlowym z Węgier do Polski. Pierwsze wzmianki o wsi pochodzą z roku 1572.

## Świątynie

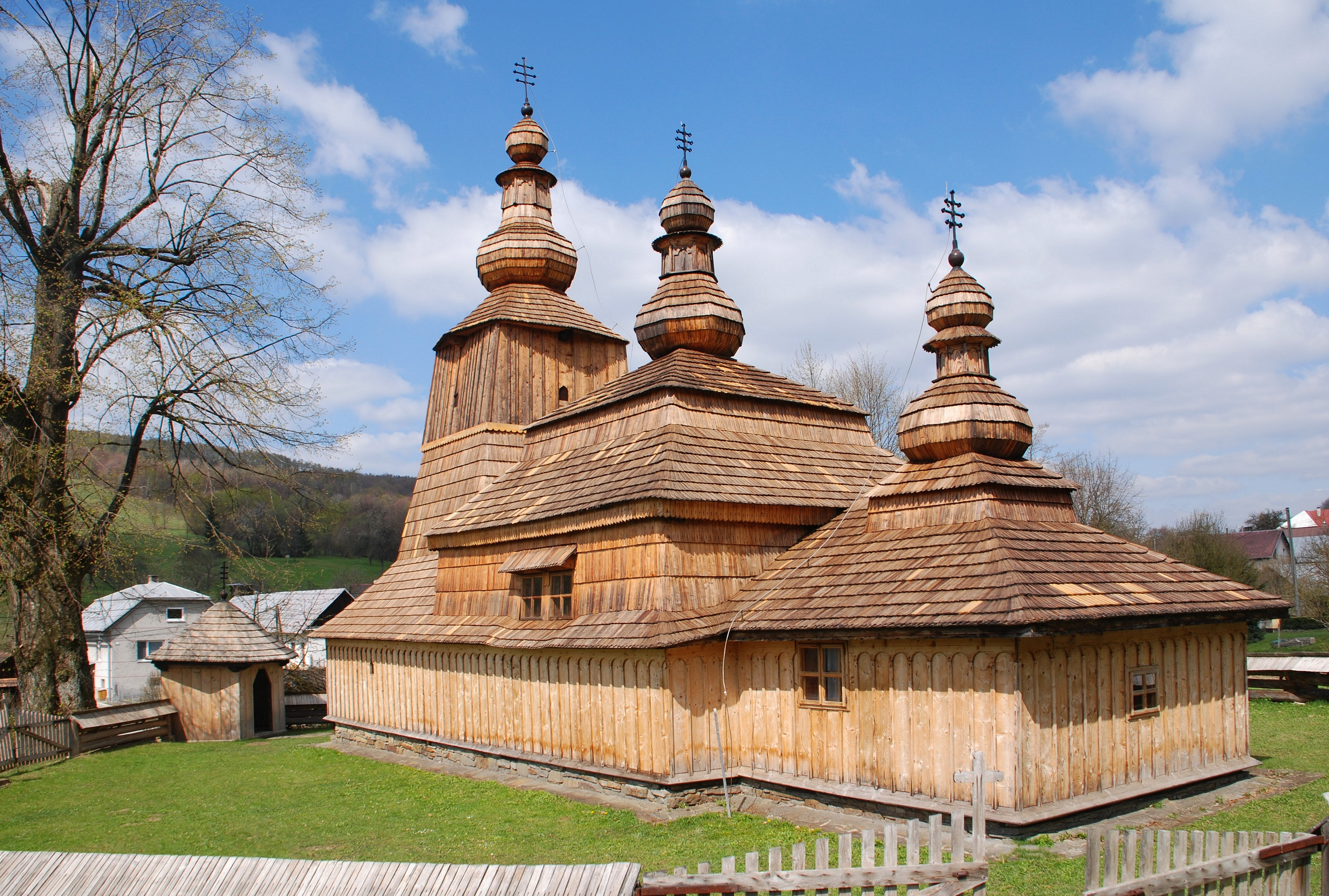
Zabytkowa cerkiew greckokatolicka
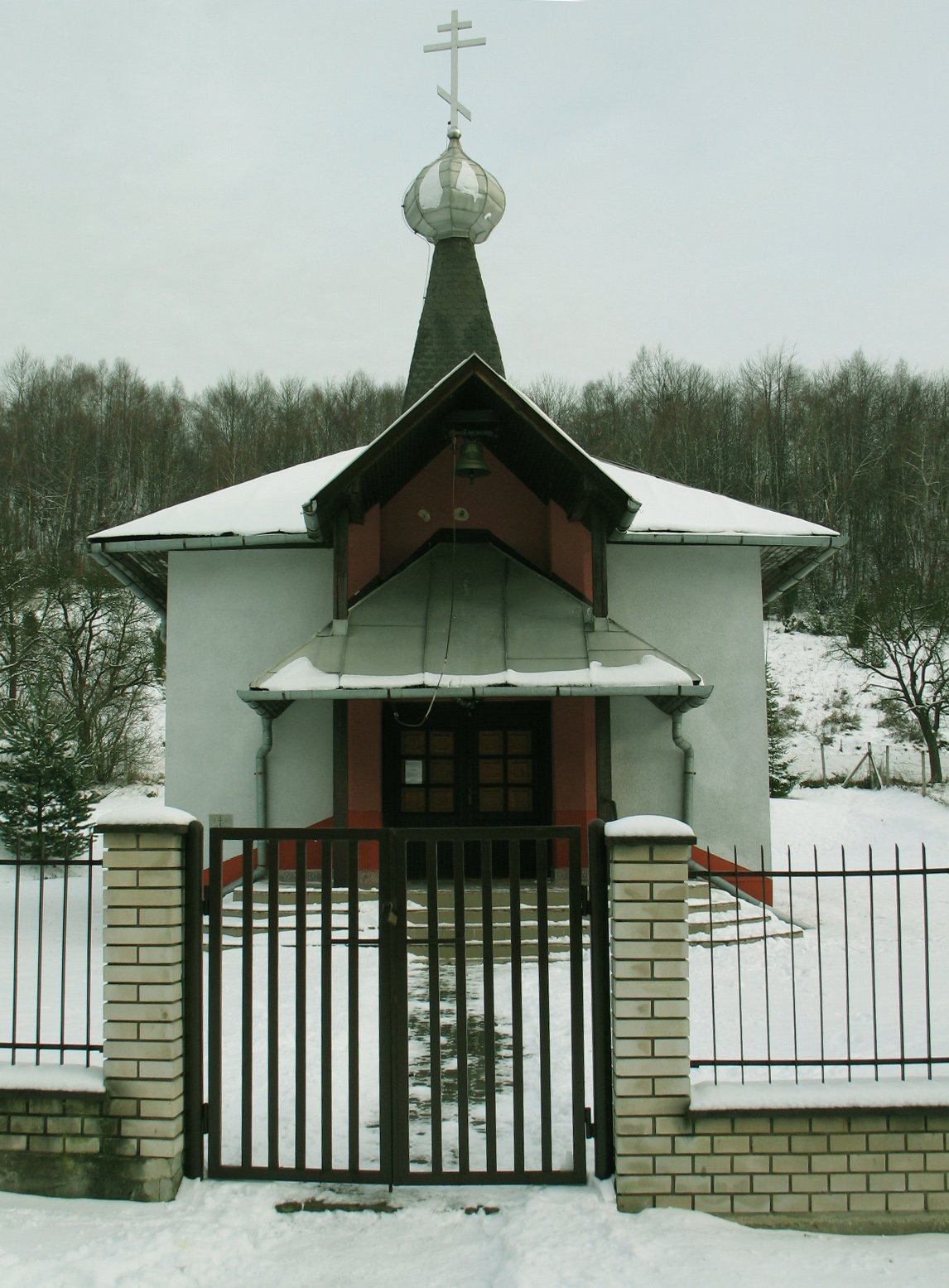
Cerkiew prawosławna

## Zabytki
- Greckokatolicka cerkiew filialna Opieki Bogurodzicy z 1770.